# Louis Viannet
Louis Viannet (Vienne, 4 marzo 1933 – Annonay, 21 ottobre 2017) è stato un sindacalista francese.
Fu segretario generale della Confédération générale du travail (CGT) dal 1992 al 1999, avviando il rinnovamento del più grande sindacato francese e sancendone la presa di distanza dal PCF.

## Biografia
Figlio di un operaio della Rhône-Poulenc, Louis Viannet comincia la sua vita attiva nel servizio di Poste e telegrafi all'epoca degli scioperi che scuotono i servizi pubblici, durante l'estate del 1953. 
Dopo il servizio militare, nel 1956, entra nel bureau di Lyon-Chèques. 
Nel 1962, diventa segretario del sindacato dei  postini del Rodano e nel 1967, viene eletto al bureau federale della Federazione CGT dei postini, divenendo segretario generale aggiunto nel 1972.
Nel 1974, all'epoca del maggiore conflitto sociale, è il principale animatore delle rivendicazion dei postini durante le sei settimane di sciopero ed è protagonista delle negoziazioni col ministero delle Poste.
Nel 1976, al termine del 22º Congresso, Louis Viannet viene eletto nel Comitato centrale del Partito Comunista Francese. 
Nel febbraio 1979, succede a Georges Frischmann alla segreteria generale della Federazione, in seguito al XXIV Congresso.
Nel febbraio 1982 accede al Bureau politico del PCF dopo il 24º Congresso. 
Viene eletto al Bureau confederale della CGT nel giugno 1982 (41º Congresso), e di conseguenza abbandona la direzione della Federazione delle poste alla fine dello stesso anno.
Sempre nel 1982, succede a Henri Krasucki alla direzione dell'hebdomadaire della CGT, la Vie ouvrière.
Muore il 21 ottobre 2017 all'età di 84 anni.